# Douarnenez

Douarnenez este o comună în departamentul Finistère, Franța. În 1 ianuarie 2022 avea o populație de 14.188 de locuitori.

## Personalități născute aici
- Jean-Marie Villard (1828 - 1899), pictor, fotograf.